# King's Lynn Town FC
King's Lynn Town FC (celým názvem: King's Lynn Town Football Club) je anglický fotbalový klub, který sídlí ve městě King's Lynn v nemetropolitním hrabství Norfolk. Založen byl v roce 2010 po zániku původního King's Lynn FC. Od sezóny 2018/19 hraje v Southern Football League Premier Division Central (7. nejvyšší soutěž). Klubové barvy jsou modrá a žlutá.
Své domácí zápasy odehrává na stadionu The Walks s kapacitou 5 733 diváků.

## Získané trofeje
- Norfolk Senior Cup ( 1× )
  - 2016/17

## Úspěchy v domácích pohárech
Zdroj: 
- FA Cup
  - 4. předkolo: 2011/12, 2014/15
- FA Trophy
  - 3. kolo: 2012/13
- FA Vase
  - Semifinále: 2010/11

## Umístění v jednotlivých sezonách
Stručný přehled
Zdroj: 
- 2010–2012: United Counties League (Premier Division)
- 2012–2013: Northern Premier League (Division One South)
- 2013–2015: Northern Premier League (Premier Division)
- 2015–2018: Southern Football League (Premier Division)
- 2019: Southern Football League (Premier Division Central)

Jednotlivé ročníky
Zdroj: 
Legenda: Z - zápasy, V - výhry, R - remízy, P - porážky, VG - vstřelené góly, OG - obdržené góly, +/- - rozdíl skóre, B - body, červené podbarvení - sestup, zelené podbarvení - postup, fialové podbarvení - reorganizace, změna skupiny či soutěže
| Anglie (2010 – ) |                                                     |        |    |    |    |    |     |    |     |     |        |
| Sezóny           | Liga                                                | Úroveň | Z  | V  | R  | P  | VG  | OG | +/- | B   | Pozice |
| 2010/11          | United Counties League (Premier Division)           | 9      | 40 | 33 | 4  | 3  | 135 | 39 | +96 | 103 | 1.     |
| 2011/12          | United Counties League (Premier Division)           | 9      | 40 | 34 | 4  | 2  | 122 | 32 | +90 | 106 | 1.     |
| 2012/13          | Northern Premier League (Division One South)        | 8      | 42 | 28 | 8  | 6  | 86  | 46 | +40 | 92  | 1.     |
| 2013/14          | Northern Premier League (Premier Division)          | 7      | 46 | 20 | 8  | 18 | 76  | 77 | -1  | 68  | 11.    |
| 2014/15          | Northern Premier League (Premier Division)          | 7      | 46 | 14 | 10 | 22 | 60  | 81 | -21 | 52  | 18.    |
| 2015/16          | Southern Football League (Premier Division)         | 7      | 46 | 21 | 7  | 18 | 58  | 54 | +4  | 70  | 9.     |
| 2016/17          | Southern Football League (Premier Division)         | 7      | 46 | 14 | 18 | 14 | 60  | 69 | -9  | 60  | 13.    |
| 2017/18          | Southern Football League (Premier Division)         | 7      | 46 | 30 | 10 | 6  | 99  | 39 | +60 | 100 | 2.     |
| 2018/19          | Southern Football League (Premier Division Central) | 7      | 42 | 23 | 11 | 8  | 80  | 41 | +39 | 80  | 2.     |